# 16969 Helamuda
16969 Helamuda (1998 UM20) là một tiểu hành tinh nằm phía ngoài của vành đai chính.